# آتون هروی
آتونی یا آتون هِرَوی از زنان شاعر و موسیقی‌دان اواخر قرن نهم و اوایل قرن دهم هجری بود. همسر او، ملا بقایی در دربار شاهرخ، از دودمان تیموریان، در شهر هرات فعالیت هنری داشت. آتون هروی به هم‌صحبتی و مناظره با شاعران درباری شهرت داشت و مدتی نیز به دربار همایون شاه، از دودمان گورکانیان هند، رفت. هیچ‌یک از شعرهای آتونی امروزه باقی نمانده‌اند و نام او در تذکره‌های فارسی به جای مانده.